# Portage
Portage はGentoo Linuxで使われているパッケージ管理システムである。Gentoo Linuxの他にSolarisにもPortageが移植されているが、このオペレーティングシステムでは標準的なパッケージ管理システムではない。よく似たパッケージ管理システムとしてportsと呼ばれるものが、FreeBSD、OpenBSD、およびmacOSに存在するが、Portageはこのパッケージ管理システムを参考にして作られたものである。
Portageはebuildの階層的なツリーと、emergeなどのコマンドとgentoolkitなどの関連ツールから構成される。ebuildは各ソフトウェアパッケージの依存関係やライセンスなどのメタデータと実際の構築手順が書かれたファイルである。利用者はprofileを選びemergeを走らせることでPortageにオペレーティングシステムを構成するソフトウェアやアプリケーションソフトウェアのパッケージのインストールやメンテナンスを行わせる。Portageによるインストールは基本的にソースコードからのコンパイルである。
Portageの名前とデザインはFreeBSDやOpenBSDなどのBSD系OSのportsシステムに由来する。portsはMakefileに基づいたシステムであるが、PortageはPythonで記述されている。

## コマンドの例
```
emerge -pvuDN @world
```

pオプション実際には作業を実行せず、どんなことをするのか表示させる。
vオプション省略せずコンパイル過程などをすべて表示する。
uオプションアップグレードを意味する。
Dオプション依存関係のあるソフトウェアまでたどる。
Nオプション新しく設定されたUSEフラグを検知する。
@world今までにユーザの指示でインストールされたパッケージ。
全体としてこのコマンドは、システム上にあるすべてのプログラムのうち、変更や更新があったものについてのリストを表示せよ、という意味になる。pオプションを取り除くと、実際に更新作業が実行される。